# Skarżysko Zachodnie (przystanek kolejowy)
Skarżysko Zachodnie – przystanek kolejowy w Skarżysku-Kamiennej, w województwie świętokrzyskim, w Polsce. Przystanek ma charakter wyłącznie lokalny, w związku z czym obecnie zatrzymują się na nim tylko pociągi osobowe relacji Skarżysko-Kamienna – Kielce oraz Ostrowiec Świętokrzyski – Kielce.

## Ruch pasażerski[1]
| Rok  | Wymiana pasażerska na dobę |
| ---- | -------------------------- |
| 2017 | 150-199                    |
| 2018 | 150-199                    |
| 2019 | 150-199                    |
| 2020 | 100-149                    |
| 2021 | 100-149                    |
| 2022 | 200-299                    |
| 2023 | 150-199                    |

## Turystyka
Skarżysko Zachodnie stanowi punkt początkowy szlaków turystycznych:
- Żółty szlak turystyczny Skarżysko Zachodnie – Skarżysko-Kamienna
- Zielony szlak turystyczny Skarżysko Zachodnie – Wykus

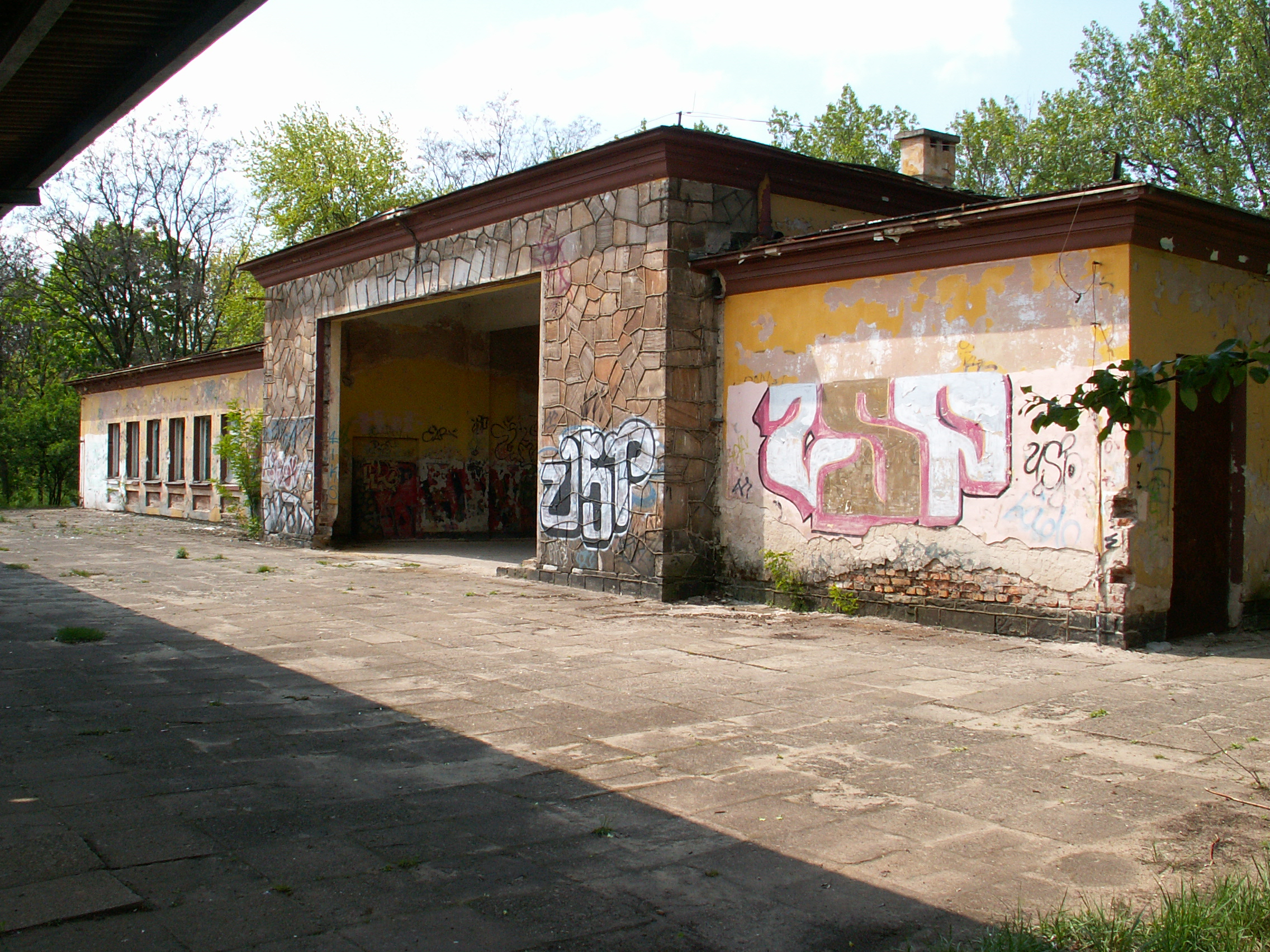
Nieistniejący już budynek przystanku PKP Skarżysko-Zachodnie